# Зендтнер, Отто
О́тто Зе́ндтнер (нем. Otto Sendtner; 1813—1859) — немецкий (баварский) ботаник.

## Биография
Отто Зендтнер родился в Мюнхене 27 июня 1813 года. Занимался изучением флоры Судетов с 1837 по 1840. В 1840 году получил степень доктора философии в Мюнхенском университете. В 1841 году был назначен куратором в Лёйхтенбергском музее в Айхштедте.
Зендтнер путешествовал по Истрии, Иллирии и Боснии. В 1848 году прошёл хабилитацию в Мюнхенском университете, после чего, будучи адъюнктом Баварской академии наук, возглавил экспедицию по изучению флоры этого региона.
В 1853 году Отто Зендтнер стал экстраординарным профессором в Мюнхене, с 1857 года работал полным профессором и куратором Мюнхенского гербария.
21 апреля 1859 года в Эрлангене Отто Зендтнер скончался.
Основной гербарий Отто Зендтнера был оставлен Мюнхенскому ботаническому музею (M).

## Некоторые научные публикации
- Sendtner, O. Solanaceae, Cestrineae // Flora brasiliensis / ed. C.F.P. Martius. — 1846. — Vol. 10. — P. 1—228.
- Sendtner, O. Liste der in der deutschen Flora enthaltenen Gefässpflanzen. — 1849. — 114 p.
- Sendtner, O. Die Vegetations-Verhältnisse Südbayerns. — 1854. — 910 p.
- Sendtner, O. Die Vegetations-Verhältnisse der bayerischen Waldes / ed. C. Gümbel & L. Radlkofer. — 1860. — 505 p.

## Роды растений, названные в честь О. Зендтнера
- Sendtnera Endl., 1840 [≡ Mastigophora Nees, 1838, nom. cons.]